# Xylopia acutiflora
Xylopia acutiflora este o specie de plante angiosperme din genul Xylopia, familia Annonaceae. A fost descrisă pentru prima dată de Michel Félix Dunal, și a primit numele actual de la Achille Richard. Conform Catalogue of Life specia Xylopia acutiflora nu are subspecii cunoscute.